# Anna (película de 2015)
Anna es una película colombo-francesa de 2015, escrita y dirigida por Jacques Toulemonde y protagonizada por Juana Acosta.
La película fue preseleccionada para representar a Colombia en la 89.ª edición de los premios Óscar, pero fue seleccionada finalmente Alias María.
En 2016 ganó tres Premios Macondo, entregados por la Academia Colombiana de Artes y Ciencias Cinematográficas, incluyendo Mejor Actriz Principal y Mejor Guion.

## Reparto
- Kolia Abiteboul como Nathan.
- Juana Acosta como Anna.
- Bruno Clairefond como Bruno.
- Fabrice Colson
- Augustin Legrand como Philippe.

## Premios y nominaciones
| Año  | Premio          | Categoría                     | Nominado(s)                   | Resultado | Ref.        |
| ---- | --------------- | ----------------------------- | ----------------------------- | --------- | ----------- |
| 2016 | Premios Macondo | Mejor película                | Mejor película                | Nominada  | [ 4 ] [ 5 ] |
| 2016 | Premios Macondo | Mejor guion                   | Jacques Toulemonde            | Ganador   | [ 4 ] [ 5 ] |
| 2016 | Premios Macondo | Mejor actriz principal        | Juana Acosta                  | Ganadora  | [ 4 ] [ 5 ] |
| 2016 | Premios Macondo | Mejor dirección de fotografía | Paulo Pérez                   | Ganador   | [ 4 ] [ 5 ] |
| 2016 | Premios Macondo | Mejor montaje                 | Mauricio Lleras               | Nominada  | [ 4 ] [ 5 ] |
| 2016 | Premios Macondo | Mejor diseño de vestuario     | Claire Daguerre               | Nominada  | [ 4 ] [ 5 ] |
| 2017 | Premios Goya    | Mejor película iberoamericana | Mejor película iberoamericana | Nominada  |             |
| 2017 | Premios Platino | Mejor interpretación femenina | Juana Acosta                  | Nominada  |             |